# Frédéric V de Zollern
 (septembre 2010).
Si vous disposez d'ouvrages ou d'articles de référence ou si vous connaissez des sites web de qualité traitant du thème abordé ici, merci de compléter l'article en donnant les références utiles à sa vérifiabilité et en les liant à la section « Notes et références ».
Frédéric V de Zollern, (en allemand, Friedrich V. von Zollern), mort le 24 mai 1289 au Burg Hohenzollern, fut comte de Zollern de 1251/1255 à 1289. 
Il fut connu sous le nom de l’« Illustre ». Il succéda à son père à 1255. En 1259, il fit l'acquisition du bailliage de  l’abbaye Saint-Martin à Beuron et fut le fondateur du monastère de Stetten Gnadental. Cet édifice religieux fut la nécropole des comtes de Hohenzollern jusqu'au XVe siècle. Ce prince fut décrit par ses contemporains comme un homme pieux et très respecté. Sous son règne, le comté de Zollern atteint son apogée, mais à la mort de Frédéric V, la division des terres entre ses fils entraîna une perte de puissance du comté.
Udihild de Dillingen, épouse de Frédéric V de Zollern, fut la fille du dernier comte de Dillingen et la sœur de Hartmann, évêque d'Augsbourg. Au décès de son époux, elle prit le voile et décéda au monastère de Stetten. 

## Famille

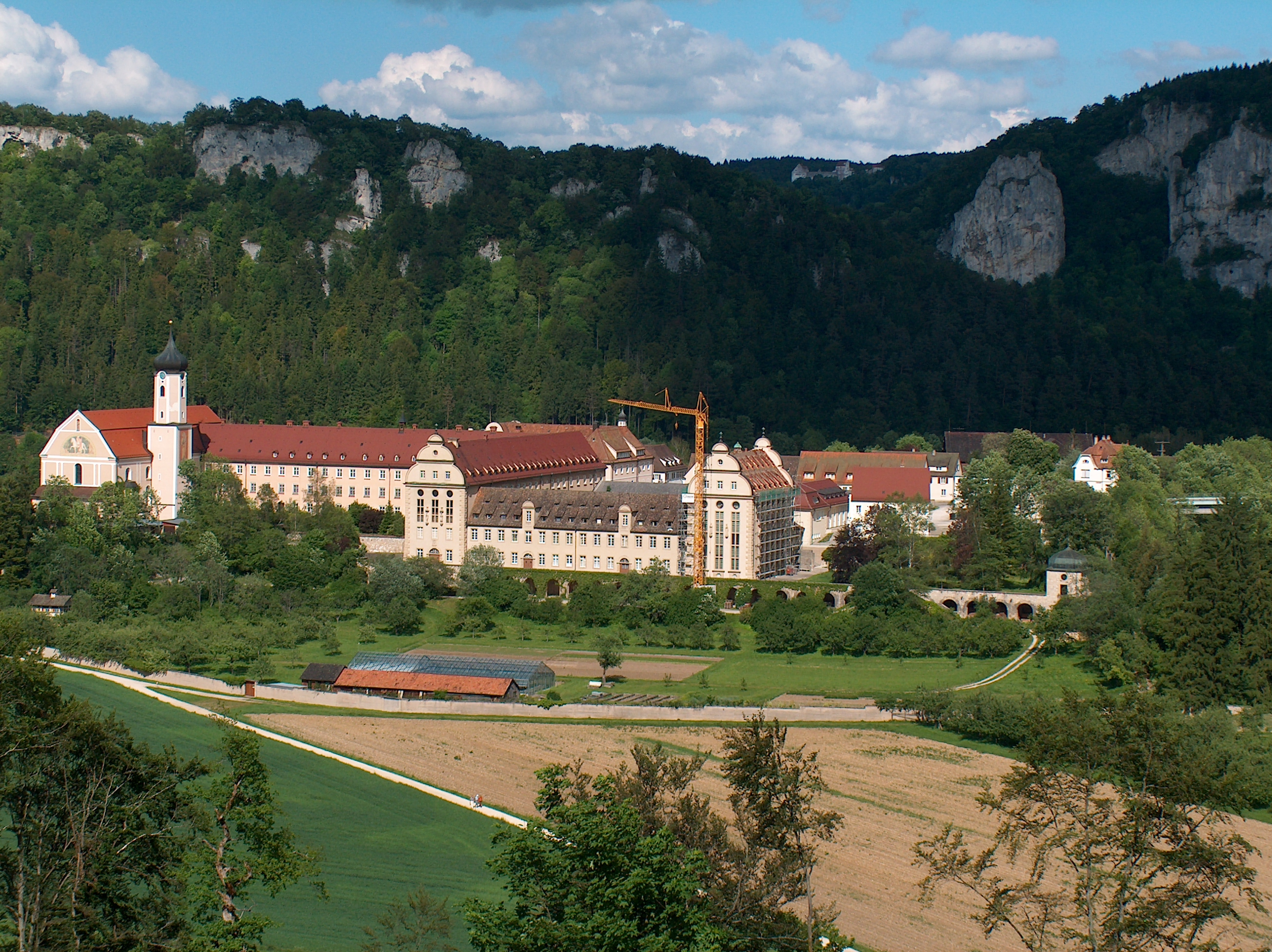
Abbaye Saint-Martin à Beuron

Fils de Frédéric II de Nuremberg dit « le Lion » et de Élisabeth de Habsbourg, Frédéric V de Zollern épousa Udihild de Dillingen (†1289), fille du comte Hartmann de Dillingen. Cinq enfants sont nés de leur union :
- Adélaïde de Zollern (†1302), elle épousa Henri von Geroldseck (†1300)

- Wilipig de Zollern (†1306), elle fut religieuse

- Frédéric VI de Zollern, comte de Hohenzollern, (†1298), en 1281, il épousa Cunégonde von Baden (1265-1310).

- Frédéric Ier de Zollern-Schalksbourg (†1303), en 1282, il épousa Udihild von Merkenberg (†1304) (deux enfants), il fut le fondateur de la lignée Hohenzollern-Schalksbourg.

- Udihild de Zollern (†1382), elle épousa le comte Albert IV von Heils (†1434)[2].

## À noter

La Bataille de Grunwald, par Jan Matejko

Dans la famille Hohenzollern-Schalksbourg, une personnalité de cette lignée acquis une certaine renommée. En effet, le comte Frédéric Hohenzollern-Schalksbourg, chevalier Teutonique, accomplit en 1432, un voyage en Terre sainte. Huit ans plus tard, il remplit les fonctions de maître allemand (Deutschmeister), la gestion de la plus importante province (dite de paix) en Allemagne lui fut alors confiée. Quelques années plus tard, il sera nommé au poste d'avoué pour la ville de Dirschau, puis successivement des villes d'Osterode et Balga. Le 15 juillet 1410, il se distingua lors de  la bataille de Tannenberg où avec vaillance, il combattit une armée placée sous le commandement de Ladislas II Jagellon, roi de Pologne et Vytautas le Grand, Grand-Duc de Lituanie.
Le comte Frédéric de Hohenzollern-Schalksbourg fut le premier membre de la famille de Hohenzollern à se voir confier un rôle important dans la Prusse de ce début du XVe siècle.
Albert de Brandebourg, l'un de ses cousins éloignés, sera également vers le milieu du XVIe siècle, grand maître de l'Ordre Teutonique.

## Généalogie

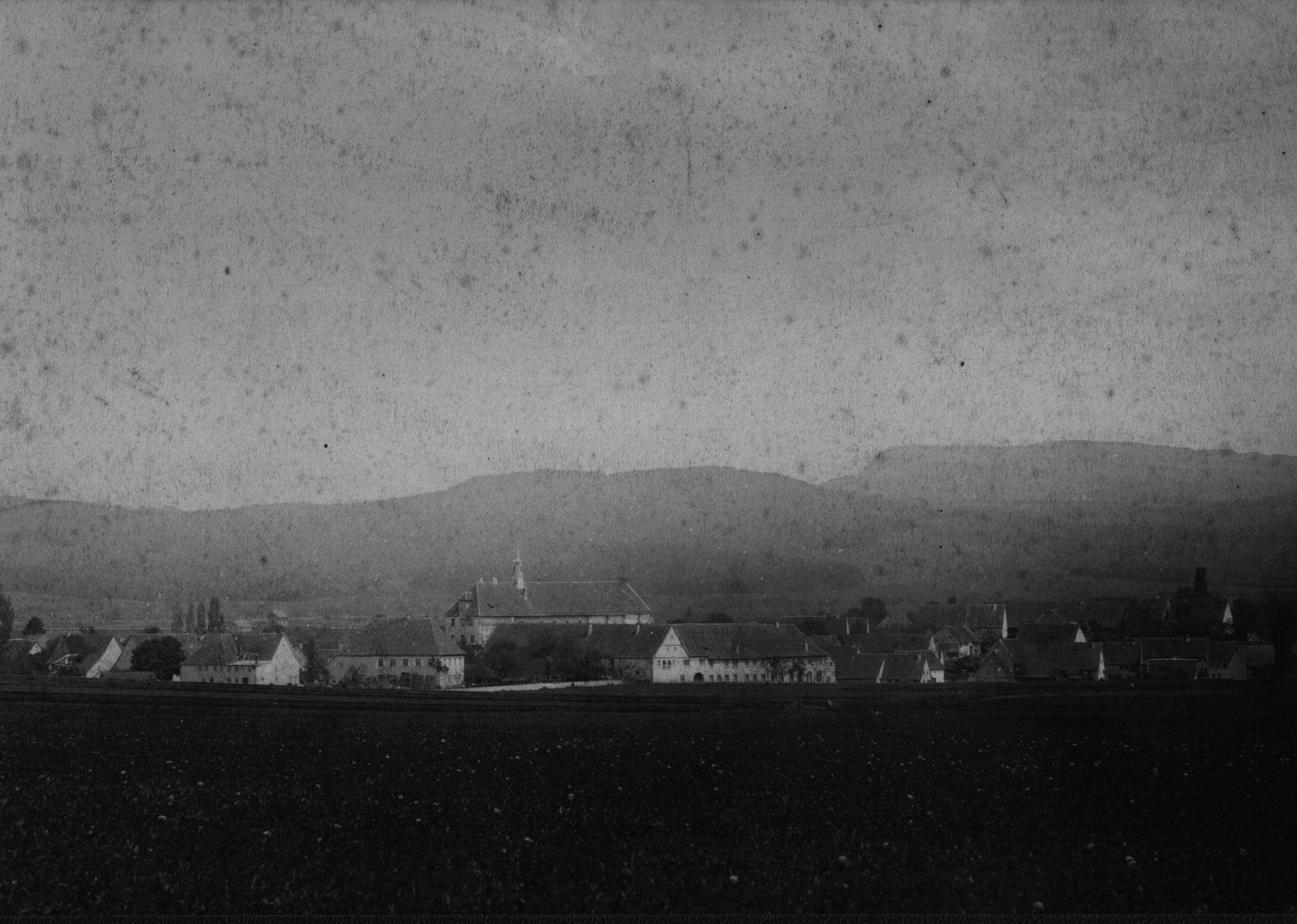
Le monastère de Stetten en 1898

Frédéric V de Zollern appartient à la quatrième branche (lignée Hohenzollern-Hechingen) issue de la première branche de la Maison de Hohenzollern, Frédéric V de Zollern est l'ascendant de Michel Ier de Roumanie. Cette quatrième branche s'éteignit en 1869 à la mort de Frédéric Guillaume de Hohenzollern-Hechingen.